# Journal d'une femme de chambre
Journal d'une femme de chambre (Diario de una camarera) es una película francesa del director Benoît Jacquot, estrenada en 2015. 
Se trata de una nueva adaptación de la novela homónima del escritor francés Octave Mirbeau, que cuenta con otras tres adaptaciones cinematográficas anteriores (de Martov, Jean Renoir y Luis Buñuel). 
La película fue seleccionada para ser parte de la competencia de la Berlinale 2015. En Francia, fue estrenada el 1º de abril de 2015. No hay fecha de estreno prevista aún (junio de 2015) para los países de lengua española. 

## Argumento
En un pequeño pueblo de la Normandía, a fines del siglo XIX, mientras se desarrolla el caso Dreyfus, una mucama ambiciosa, llamada Célestine, entra al servicio de sus nuevos empleadores, el matrimonio Lanlaire. Es maltratada por la señora y acosada sexualmente por el señor, que ella rechaza y que irá entonces a consolarse sórdidamente con la cocinera Marianne, una pobre chica a quién el señor Lanlaire dejará embarazada. 
Los únicos pasatiempo que tiene Célestine son las reuniones de cotilleo con otras mujeres que tienen lugar los domingos, en casa de la abortera del pueblo y las conversaciones con un vecino un poco extraño, que se jacta de comer todo (cualquier animal, todas las flores de su jardín), el capitán Mauger. Célestine se va sintiendo cada vez más atraída y fascinada por el silencioso y misterioso jardinero Joseph, violento antisemita que sueña con destripar judíos y que durante el caso Dreyfus, trabaja como propagandista en acuerdo con los religiosos. 
Finalmente Célestine establece una relación sentimental con él, aunque tiene sus sospechas de que Joseph es el responsable de la salvaje violación y asesinato de una niña del pueblo. Por más que Joseph al principio se muestra reticente, los dos mantienen una relación sexual y más tarde Célestine será su cómplice en el robo de los preciados objetos de plata de los Lanlaire. Célestine sigue a Joseph a la ciudad de Cherbourg, donde, gracias a lo robado, ambos instalan un café llamado “À l'armée française”, lugar de encuentro de militares y de oponentes al capitán Dreyfus. 

## Adaptación de la novela deMirbeau
La novela Le Journal d'une femme de chambre, de Octave Mirbeau, publicada en 1900, ha tenido varias adaptaciones cinematográficas.
La película de Benoît Jacquot, cuarta adaptación cinematográfica, es relativamente fiel al argumento de la novela homónima de Octave Mirbeau, de la cual retoma varios episodios (la oficina de colocación, el descubrimiento del consolador en el control aduanero belga, la relación con un joven tuberculoso, el hurón mascota del capitán Mauger que terminará siendo su cena). Asimismo, la película respeta el desenlace de la novela, a diferencia de la adaptación de Luis Buñuel de 1964. En esta versión Célestine sigue a Joseph y se instala en su café; en las últimas palabras de la película (que son las últimas de su diario en la novela) declara que está dispuesta a seguirlo « hasta en el crimen ». 
Hay sin embargo dos modificaciones a mencionar: una es que Célestine tiene sexo con Joseph cuando ambos son aún empleados de los Lanlaire : la otra es que Célestine participa en el robo de los objetos de plata de los patrones. En la novela, el robo es cometido por Joseph solo, y aunque Célestine disfruta de sus frutos, no toma parte en él. 
La película respeta además una ambigüedad central en la novela, porque tanto Célestine como el lector ignoran si Joseph es efectivamente culpable de la violación y asesinato de la pequeña Claire (en la versión de Luis Buñuel, por ejemplo, su culpabilidad es segura). En la película de Jacquot, Célestine abriga esta sospecha mientras que en la novela, sin tener pruebas, tiene la convicción ; esta certeza, sin embargo, en lugar de hacerla sentir repulsión y alejarla de Joseph, la fascina y la lleva hacia él.

## Ficha técnica
- Título: Journal d'une femme de chambre
- Director: Benoît Jacquot
- Guion: Benoît Jacquot y Hélène Zimmer, adaptación de la novela homónima de Octave Mirbeau (1900).
- Fotografía: Romain Winding
- Música original : Bruno Coulais
- Reparto: Antoinette Boulat
- Sonido: Pierre Mertens, Paul Heymans, Olivier Goinard
- Montaje: Julia Grégory
- Decorados: Katia Wyszkop
- Vestuario: Anaïs Romand
- Producción: Jean-Pierre Guérin y Kristina Larsen
- Productora: Les Films du Lendemain, JPG Films y Les Films du Fleuve
- Distribución: Mars Distribution
- País: Francia, Bélgica
- Idioma: francés
- Género: comedia dramática, sátira social y costumbrista
- Duración: 95 minutos
- Fecha de estreno  
  -  Francia: 1 de abril de 2015

## Reparto
- Léa Seydoux: Célestine
- Vincent Lindon: Joseph
- Clotilde Mollet: Madame Lanlaire
- Hervé Pierre: Monsieur Lanlaire
- Mélodie Valemberg: Marianne
- Patrick d'Assumçao: Capitaine Mauger
- Vincent Lacoste: Georges